# Longuyon
Longuyon és un municipi francès situat al departament de Meurthe i Mosel·la i a la regió del Gran Est. L'any 2007 tenia 5.711 habitants.

## Demografia

### Població
El 2007 la població de fet de Longuyon era de 5.711 persones. Hi havia 2.569 famílies, de les quals 932 eren unipersonals (342 homes vivint sols i 590 dones vivint soles), 777 parelles sense fills, 608 parelles amb fills i 252 famílies monoparentals amb fills.
La població ha evolucionat segons el següent gràfic:
Habitants censats

### Habitatges
El 2007 hi havia 2.890 habitatges, 2.629 eren l'habitatge principal de la família, 10 eren segones residències i 252 estaven desocupats. 1.488 eren cases i 1.387 eren apartaments. Dels 2.629 habitatges principals, 1.536 estaven ocupats pels seus propietaris, 1.050 estaven llogats i ocupats pels llogaters i 42 estaven cedits a títol gratuït; 130 tenien una cambra, 179 en tenien dues, 527 en tenien tres, 775 en tenien quatre i 1.018 en tenien cinc o més. 1.364 habitatges disposaven pel capbaix d'una plaça de pàrquing. A 1.269 habitatges hi havia un automòbil i a 776 n'hi havia dos o més.

### Piràmide de població
La piràmide de població per edats i sexe el 2009 era:
| Homes | Edats   | Dones |
| ----- | ------- | ----- |
| 0     | 95 o +  | 4     |
| 16    | 90 a 94 | 52    |
| 32    | 85 a 89 | 84    |
| 32    | 80 a 84 | 64    |
| 84    | 75 a 79 | 132   |
| 156   | 70 a 74 | 200   |
| 184   | 65 a 69 | 200   |
| 128   | 60 a 64 | 168   |
| 160   | 55 a 59 | 152   |
| 228   | 50 a 54 | 168   |
| 192   | 45 a 49 | 224   |
| 220   | 40 a 44 | 188   |
| 204   | 35 a 39 | 184   |
| 192   | 30 a 34 | 192   |
| 200   | 25 a 29 | 180   |
| 148   | 20 a 24 | 136   |
| 240   | 15 a 19 | 208   |
| 172   | 10 a 14 | 160   |
| 216   | 5 a 9   | 184   |
| 132   | 0 a 4   | 136   |

## Economia
El 2007 la població en edat de treballar era de 3.508 persones, 2.389 eren actives i 1.119 eren inactives. De les 2.389 persones actives 2.032 estaven ocupades (1.145 homes i 887 dones) i 357 estaven aturades (178 homes i 179 dones). De les 1.119 persones inactives 354 estaven jubilades, 266 estaven estudiant i 499 estaven classificades com a «altres inactius».

### Ingressos
El 2009 a Longuyon hi havia 2.579 unitats fiscals que integraven 5.653,5 persones, la mediana anual d'ingressos fiscals per persona era de 15.684 €.

### Activitats econòmiques
Dels 254 establiments que hi havia el 2007, 7 eren d'empreses extractives, 7 d'empreses alimentàries, 1 d'una empresa de fabricació d'elements pel transport, 10 d'empreses de fabricació d'altres productes industrials, 28 d'empreses de construcció, 72 d'empreses de comerç i reparació d'automòbils, 6 d'empreses de transport, 22 d'empreses d'hostatgeria i restauració, 2 d'empreses d'informació i comunicació, 13 d'empreses financeres, 13 d'empreses immobiliàries, 15 d'empreses de serveis, 35 d'entitats de l'administració pública i 23 d'empreses classificades com a «altres activitats de serveis».
Dels 77 establiments de servei als particulars que hi havia el 2009, 1 era una oficina d'administració d'Hisenda pública, 1 gendarmeria, 1 oficina de correu, 5 oficines bancàries, 9 tallers de reparació d'automòbils i de material agrícola, 3 tallers d'inspecció tècnica de vehicles, 2 autoescoles, 7 paletes, 6 guixaires pintors, 3 fusteries, 6 lampisteries, 4 electricistes, 12 perruqueries, 1 veterinari, 11 restaurants, 2 agències immobiliàries, 2 tintoreries i 1 saló de bellesa.
Dels 40 establiments comercials que hi havia el 2009, 5 eren supermercats, 2 grans superfícies de material de bricolatge, 6 fleques, 2 carnisseries, 2 llibreries, 10 botigues de roba, 1 una botiga de roba, 3 sabateries, 1 una sabateria, 3 botigues de mobles, 1 una botiga de mobles, 1 una botiga de material de revestiment de parets i terra, 1 un drogueria i 2 floristeries.
L'any 2000 a Longuyon hi havia 24 explotacions agrícoles que ocupaven un total de 2.176 hectàrees.

## Equipaments sanitaris i escolars
El 2009 hi havia 1 centre de salut, 3 farmàcies i 2 ambulàncies.
El 2009 hi havia 3 escoles maternals i 4 escoles elementals. Longuyon disposava de 2 col·legis d'educació secundària amb 541 alumnes.

## Poblacions més properes
El següent diagrama mostra les poblacions més properes.